# Ludwigstraße 15 (Mönchengladbach)

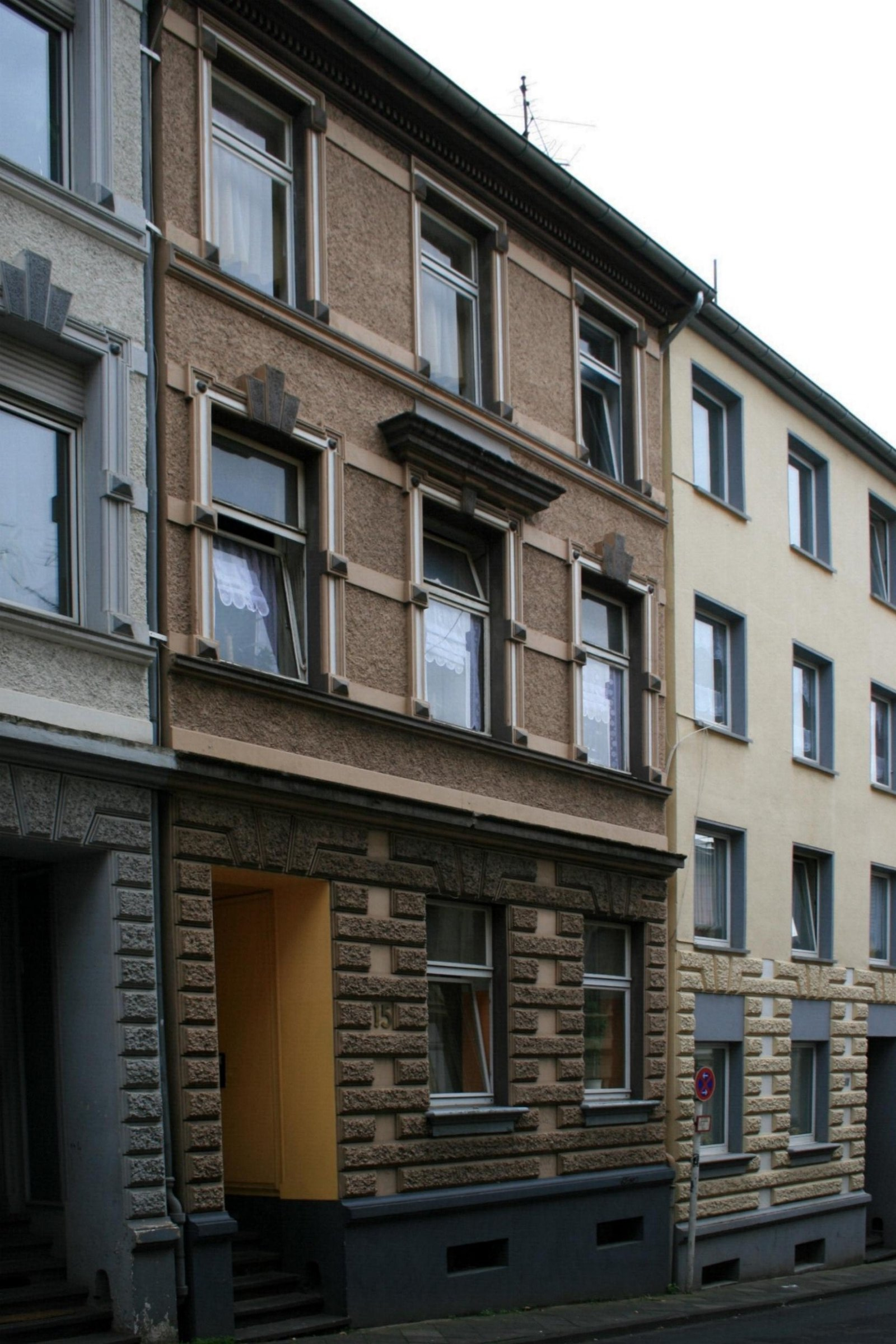
Wohnhaus Ludwigstraße 15 (2010)

Das Wohnhaus Ludwigstraße 15 befindet sich in Mönchengladbach (Nordrhein-Westfalen) im Stadtteil Gladbach.
Das Gebäude wurde um die Jahrhundertwende 19./20. Jahrhundert erbaut. Es wurde unter Nr. L 021 am 15. Dezember 1987 in die Denkmalliste der Stadt Mönchengladbach eingetragen.

## Lage
Die Ludwigstraße liegt in der Nähe der westlichen historischen Stadtmauer. Das kurze Straßenstück ist beidseitig, fast vollständig mit Historismusbauten erhalten geblieben.

## Architektur
Bei dem Objekt handelt es sich um ein dreigeschossiges Dreifensterhaus mit Satteldach. Die Stuckfassade ist schlicht gestaltet.